# 캐터필러 (영화)
《캐터필러》(キャタピラー 캬타피라[*])는 와카마츠 코지 감독의 2010년 일본의 드라마 영화이다.

## 개요
제60회 베를린 국제 영화제 황금곰상 경쟁 부문에 진출했으며 쿠로카와의 아내를 연기한 테라지마 시노부가 베를린 국제 영화제 은곰상 여자 배우상을 수상했다.

## 출연진
- 테라지마 시노부
- 오니시 시마
- 지비키 고
- 이우라 아라타